# NGC 5934
NGC 5934 (również PGC 55178 lub UGC 9862) – galaktyka spiralna (S?), znajdująca się w gwiazdozbiorze Wolarza. Odkrył ją 12 czerwca 1880 roku Édouard Jean-Marie Stephan. Jest to galaktyka z aktywnym jądrem typu LINER.